# 알까기 (축구)

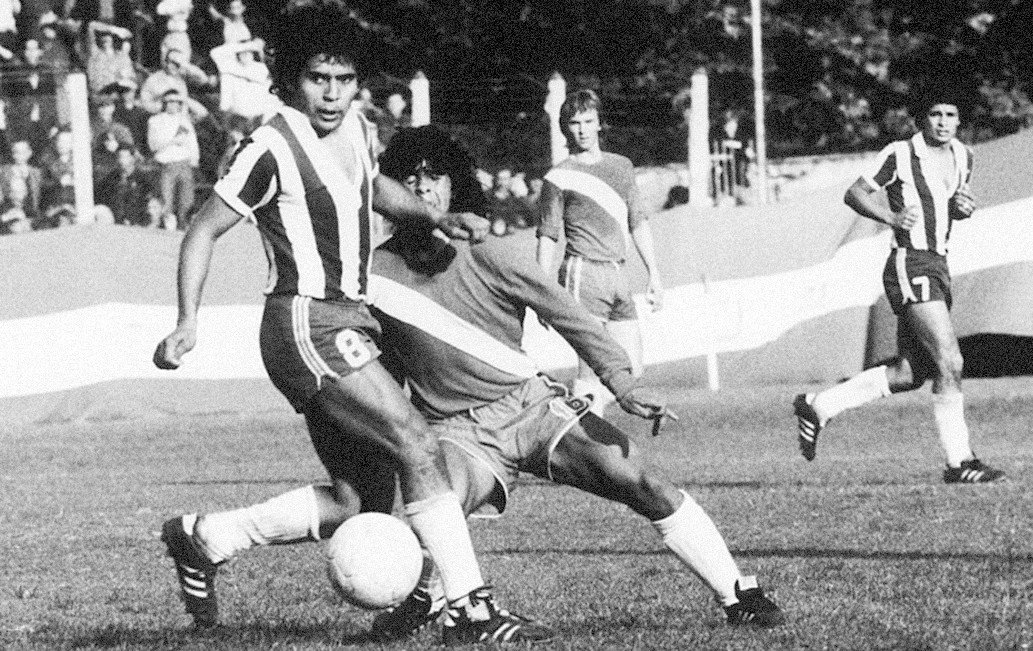
1976년 10월 20일, 아르헨티나 프리메라 디비시온에 데뷔하여 라이벌 후안 카브레라(왼쪽)를 상대한 디에고 마라도나 (가운데)의 유명한 알까기

알까기(영어: nutmeg) 또는 알넣기는 상대방의 다리(발) 사이로 공이나 퍽을 차거나, 굴리거나, 드리블하거나, 던지거나, 밀어내는 것을 뜻한다. 주로 축구 에서 사용되는 기술이지만 필드하키, 아이스하키 및 농구에서도 사용된다. 수십 개의 국가 및 지역 변형으로도 알려진  목표는 이것은 패스를 하거나 공을 쏠 때 할 수 있지만 육두구는 플레이어가 수비수 뒤로 갈 수 있게 해주는 드리블 기술과 더 일반적으로 연관된다.

## 개요

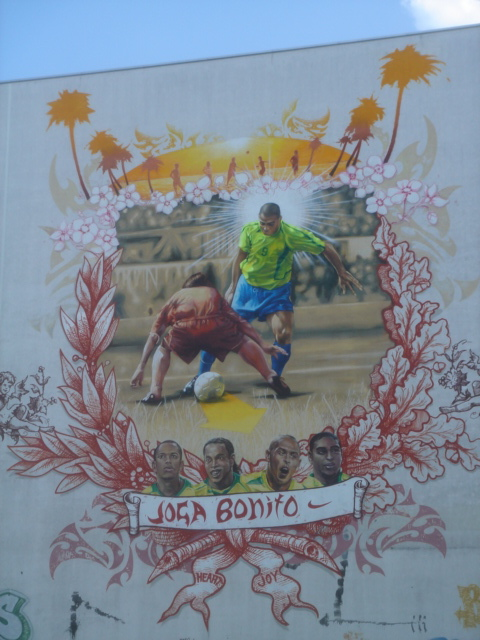
호나우두가 상대 선수한테 알까기 하는 벽화, 맨 아래에는 "Joga bonito"(아름다운 게임)라는 글이 적혀있다. 베를린에서 이 작업은 2006년 독일 월드컵 이전에 나이키의 의뢰로 이루어졌다.

상대방의 다리 사이로 공을 차서 상대를 제치는 행위는 축구 선수들 사이에서 흔히 사용되는 드리블 기술이다. 그 효과와 시각적인 인상 때문에 플레이어들 사이에서 매우 인기가 있으며 단일 플레이어 또는 여러 플레이어가 게임 내내 여러 번 시도하는 것을 자주 볼 수 있다. 이 기술을 자주 사용하는 선수로는 후안 로만 리켈메, 호나우두, 호나우지뉴, 호비뉴, 크리스티아누 호날두, 네이마르, 루이스 알베르토 수아레스, 리오넬 메시, 에덴 아자르 및 토빈 히스가 대표적이다. 특히 수아레스는 리버풀에서 플레이하는 동안 "수아레스는 인어를 상대로도 알까기를 할 수 있습니다"라는 배너와 함께 지속적으로 알까기를 사용했던 것을 유명하다.

### 길거리 축구
네덜란드에서 유래한 길거리 축구 경기에 알까기가 존재하는데, 판나 ( 문을 뜻하는 Sranan Tongo )라고 부른다. 이 게임은 이 기술의 사용에 따라 부르는 명칭이 달라진다.

## 같이 보기
- 드리블